# Lolita (moda)
Lolita (ロリータ・ファッション, Rorīta fasshon) je modna supkultura podrijetlom iz Ujedinjenog Kraljevstva i Sjedinjenih Američkih Država koja se temelji na odjevanju odjeće iz viktorijanskog doba, kao i iz razdoblja rokoko. Stil se kasnije proširio i na ostale države svijeta. Stil se uglavnom temelji na odjeći koju su nosili u Ujedinjenom Kraljevstvu, ali tamo nije bio popularan, te se proširio na više područja u Japanu. Stil je kasnije u Japanu renoviran, s tvrtkama kao što su Milk i Pretty (tvrtka trenutno poznata kao Angelic Pretty) koje su ga preuzele. Izgled Lolite je prvenstveno počeo kao skroman, s visokom kvalitetom u materijalu i proizvodnji odjeće. Originalni izgled sadrži suknju ili haljinu do koljena, ali kasnije su uvedeni korzeti i suknje duljine do poda. Također odjevaju bluze, čarape do koljena i šešire, te kape. Moda Lolita se razvila u nekoliko različitih stilova, te je supkultura koja je prisutna u mnogim dijelovima svijeta. Popularnost mode Lolita se još više proširila pomoću animiranih filmova anime. Pokret je započeo s djelovanjem u kasnim 1970-ima kada su poznate tvrtke kao što su Pink House, Milk i Pretty (tvrtka kasnije poznata kao Angelic Pretty) počele prodavati odjeću koja se danas smatra glavna u pokretu. Ubrzo nakon toga pojavile su se tvrtke Baby, The Stars Shine Bright i Manifesteange Metamorphose temps de fille. Početkom 1990-ih, pokret je postajao sve više poznat. Počeli su se pojavljivati glazbeni sastavi kao Princess Princess koji su stekli veliku popularnost. Članovi grupa su nosili raznu odjeću, koju su preuzeli obožavatelji diljem svijeta. Kada je stil došao do Tokija, ostao je popularan sve do danas. Danas, moda Lolita postala je globalna, a odjeća se u Japanu može pronaći i u robnim kućama.

### Citirana literatura
- (engl.) Yoshinaga, Masayuki. 1. svibnja 2007. Gothic and Lolita. Phaidon Press. London, Ujedinjeno Kraljevstvo. ISBN 0714847852
- (engl.) Keet, Philomena. 1. studenoga 2007. The Tokyo Look Book: Stylish To Spectacular, Goth To Gyaru, Sidewalk To Catwalk. Kodansha USA. New York City, New York. ISBN 4770030614
- (engl.) Bryson, Jodi. 12. veljače 2008. Gothic & Lolita Bible. Tokyopop. Los Angeles, Kalifornija. ISBN 1427803471
- (engl.) Komanoya, Rico. 19. svibnja 2009. Gothic Lolita Punk: Draw Like the Hottest Japanese Artists. Harper Design. New York City, New York. ISBN 0061149950
- (engl.) Fukai, Akiko. 5. listopada 2010. Future Beauty: 30 Years of Japanese Fashion. Merrell Publishers. New York. ISBN 1858945461

## Vanjske poveznice
- Moda supkulture Lolita
- Savjeti za modni pravac Lolita
- Zajednica - Elegant, Gothic & Lolita
- Lolita - baza podataka
- Odjeća u supkulturi Lolita